# Désiré De Keghel

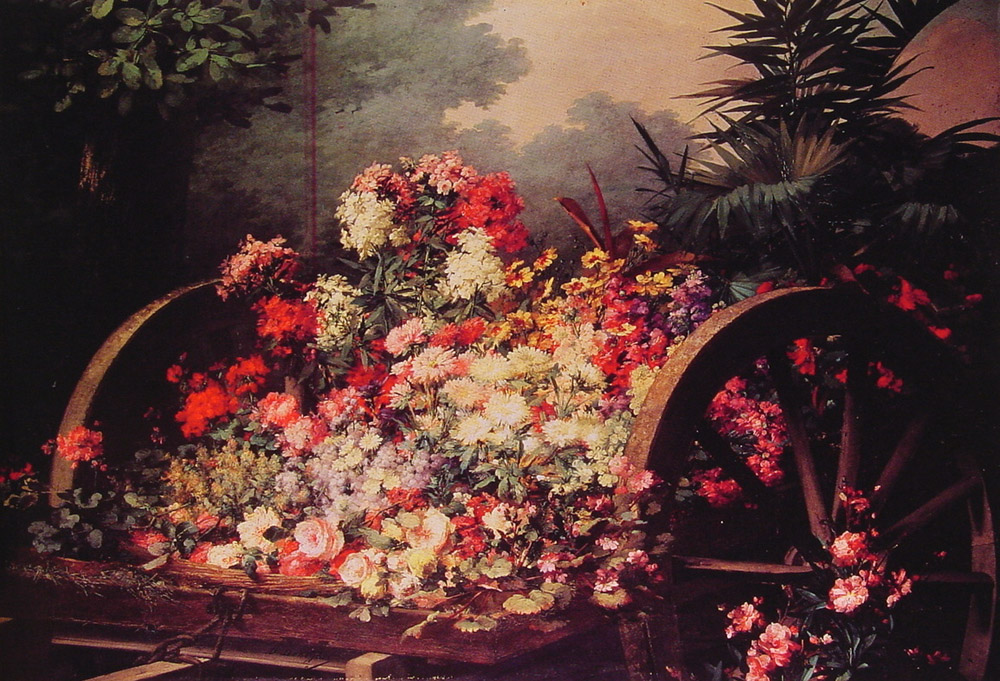
Een kar met wilde bloemen

Désiré De Keghel (Gent, 16 februari 1839 - aldaar, 21 maart 1901) was een Belgisch kunstschilder.
De Keghel studeerde aan de Academie voor Schone Kunsten in Gent en specialiseerde zich in het schilderen van stillevens, voornamelijk met bloemen.
Hij breidde dit thema ook uit tot voorstellingen van grotere bloemuitstallingen, zoals bijvoorbeeld op boerenkarren. Deze overschrijden daarmee het concept "stilleven".

## Tentoonstellingen
- Driejaarlijks Salon 1881, Brussel: "Theerozen", "In de vastentijd"
- Driejaarlijks Salon 1886, Gent: "In de vastentijd", "Pioenrozen"

Hij nam ook deel aan de kunsttentoonstellingen (bloemenschilderkunst) die georganiseerd werden in de marge van de Gentse Floraliën.

## Musea
- Gent, Museum voor Schone Kunsten : "Bloemenuitstalling" (een voor de kunstenaar uitzonderlijk groot formaat van 125 bij 175 cm)
- Gent, Verz. van het O.C.M.W.: "Meiklokjes" (1880)
- Kortrijk, Stedelijke Musea: "Azaleas"